# Tagazar
Tagazar es una comuna rural de Níger perteneciente a la región de Tillabéri. En 2012 tenía una población de 107 134 habitantes, de los cuales 51 122 eran hombres y 56 012 eran mujeres. Desde la reforma territorial de 2011, la comuna forma por sí misma uno de los trece departamentos de la región, con el nombre de departamento de Balleyara; antes pertenecía al departamento de Filingue.
No existe una localidad llamada "Tagazar", ya que la capital comunal se ubica en Balleyara. Esto se debe al origen nómada de la zona: Tagazar fue durante los siglos XVIII y XIX una zona de conflicto en la cual una mayoría tuareg y una minoría zarma establecieron varias aldeas; el conflicto entre ambos grupos étnicos obligó a los colonos franceses a establecer una autoridad centralizada en la zona, que se consolidó en la década de 1940 con la fundación de la capital comunal Balleyara. Es zona agrícola y ganadera con buen nivel freático en la tierra. El mercado de ganado de los domingos en Balleyara es uno de los mercados internacionales más importantes de la UEMOA, con notable participación de vendedores de Malí, aunque ha generado problemas por la creación de una zona roja.
Se ubica unos 100 km al este de la capital nacional Niamey, sobre la carretera RN25 que lleva a la región de Tahoua.